# Портрет Доріана Грея (фільм, 1945)
«Портрет Доріана Грея» (англ. The Picture of Dorian Gray) — американський кінофільм режисера Альберта Левіна, що вийшов в 1945 році. Екранізація однойменного роману Оскара Уайльда.
Премія «Оскар» за найкращу операторську роботу в чорно-білому фільмі за 1945 Харрі Стредлінг-старшому.

## Сюжет
Чарівний і безневинний Доріан Грей в компанії цинічного Гаррі Уоттонома милується своїм чудовим портретом. Засліплений своєю красою, юнак клянеться, що віддасть свою душу за те, щоб вічно бути молодим. Десятиліттями Доріан, що став гідним учнем Гаррі, холоднокровно спостерігає за тим, як його жорстокість губить всіх, хто любить його. Він все так само гарний і юний, і лише його портрет спотворюють численні шрами. Ставши прекрасним чудовиськом, Доріан вже не вірить, що одного разу йому доведеться заплатити за свої гріхи страшну ціну …

## У ролях
- Джордж Сандерс — лорд Генрі Уоттон
- Гард Гетфілд — Доріан Грей
- Донна Рід — Гледіс Холлуорд
- Анджела Ленсбері — Сібіл Вейн
- Пітер Лоуфорд — Девід Стоун
- Лоуелл Гілмор — Безіл Холлуорд
- Річард Фрайзер — Джеймс Вейн
- Дуглас Уолтон — Алан Кемпбелл
- Мортон Лоурі — Адріан Сінглетон
- Майлз Мендер — сер Роберт Бентлі
- Лідія Білбрук — місіс Вейн
- Мері Форбс — леді Агата
- Роберт Грег — сер Тома
- Біллі Беван — Мальволіо Джонс
- Рені Карсон — молода француженка
- Ліліан Бонд — Кейт
- Седрік Гардвік — оповідач
- Гібсон Гоуленд — Гібсон

## Розбіжності сюжету з романом
- У книзі кохана Доріана — Гетті Мертон, була племінницею Безіла, сільською дівчиною, яка жила неподалік від Селбі. Доріан дійсно не став спокушати її, але тільки портрет від цього не поліпшився;
- Сибіла в романі була драматичною актрисою, а не співачкою у вар'єте;
- Доріан в романі кинув Сибіллу через те, що розчарувався в ній, як в актрисі, а не тому що вона легко дозволила спокусити себе;
- Труп Доріана знайшли його слуги;
- Персонажа на ім'я Девід Стоун у романі немає.